# Instituto de Neurobiología (UNAM)
El Instituto de Neurobiología (INB) es un instituto mexicano de investigación y enseñanza en neurociencia que está ubicado en la Universidad Nacional Autónoma de México Campus Juriquilla (UNAM). Fue fundado en 1993 como el Centro de Neurobiología siendo el primer instituto de investigación mexicano dedicado por completo al estudio del sistema nervioso. En 2002 alcanzó el estatus de instituto, por lo que fue renombrado a Instituto de Neurobiología.

## Investigación
El instituto está dividido en tres departamentos de investigación:
1. Neurobiología Celular y Molecular
2. Neurobiología Conductual y Cognitiva
3. Neurobiología del Desarrollo y Neurofisiología

## Docencia
Como parte del programa de Posgrados se imparten tres programas pertenecientes al Padrón Nacional de Posgrado del CONACYT:
1. Maestría en Ciencias (Neurobiología)
2. Doctorado en Ciencias Biomédicas
3. Posgrado en Psicología

## Galería

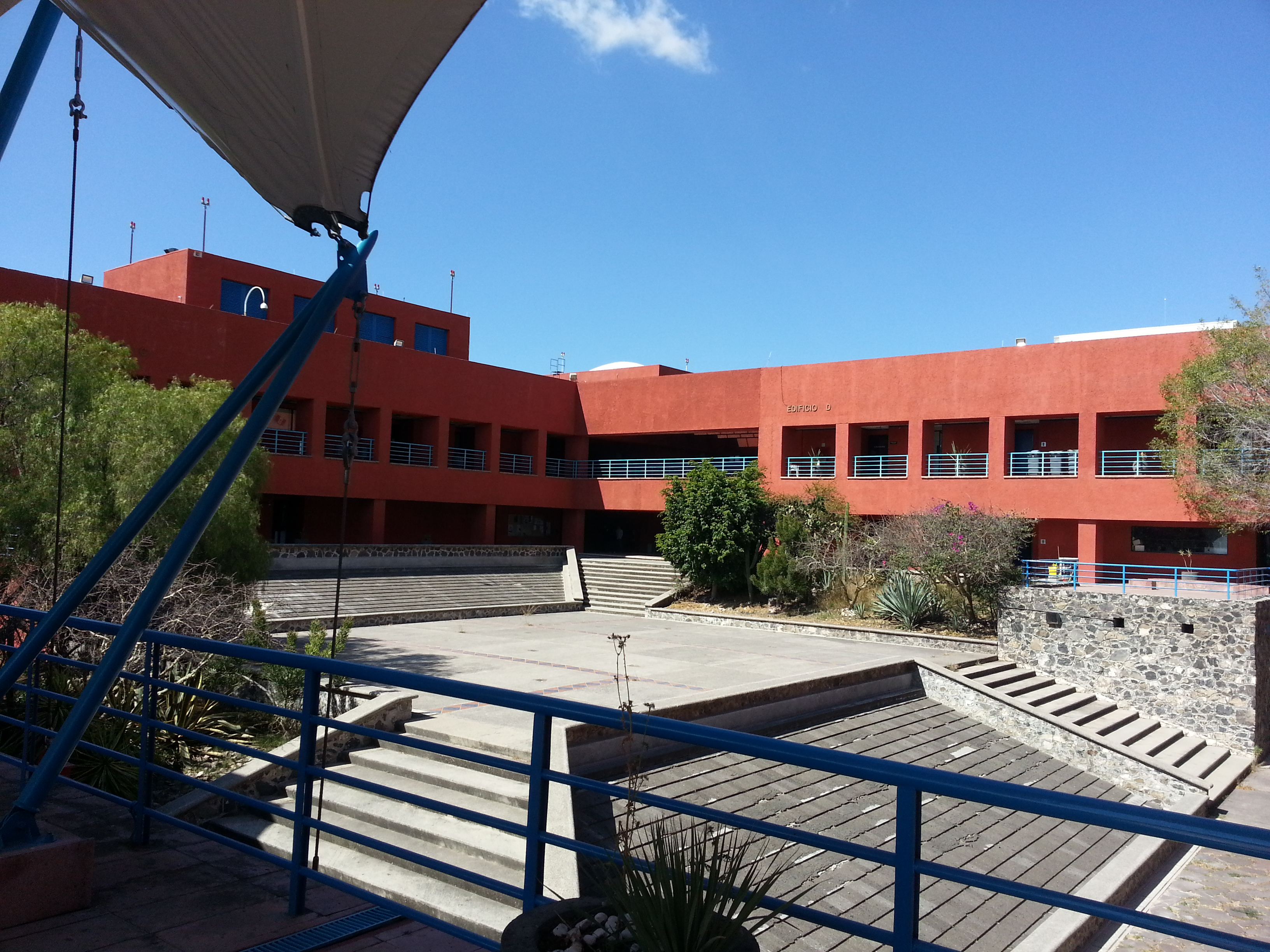
Vista desde el interior
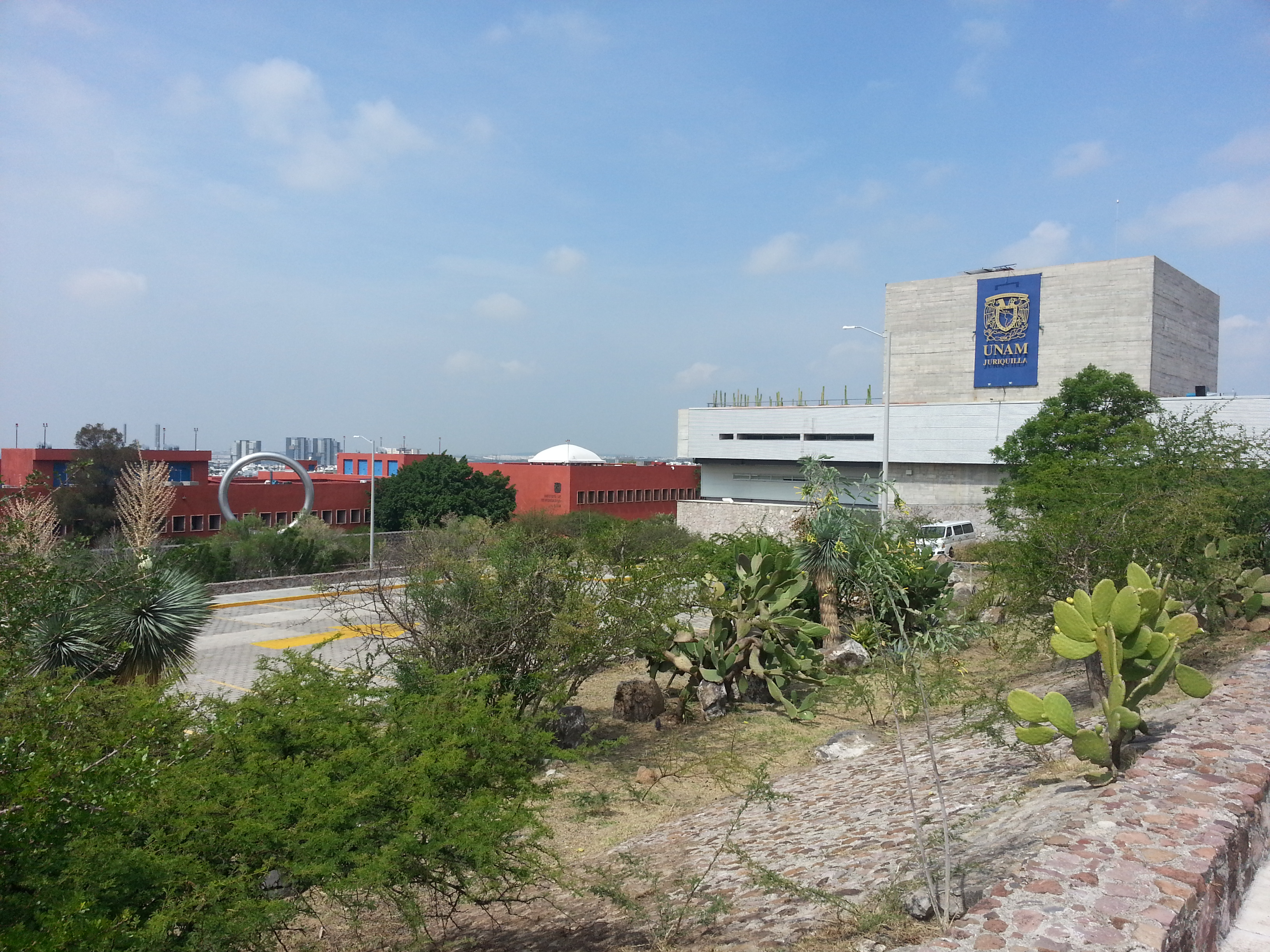
Vista desde el campus
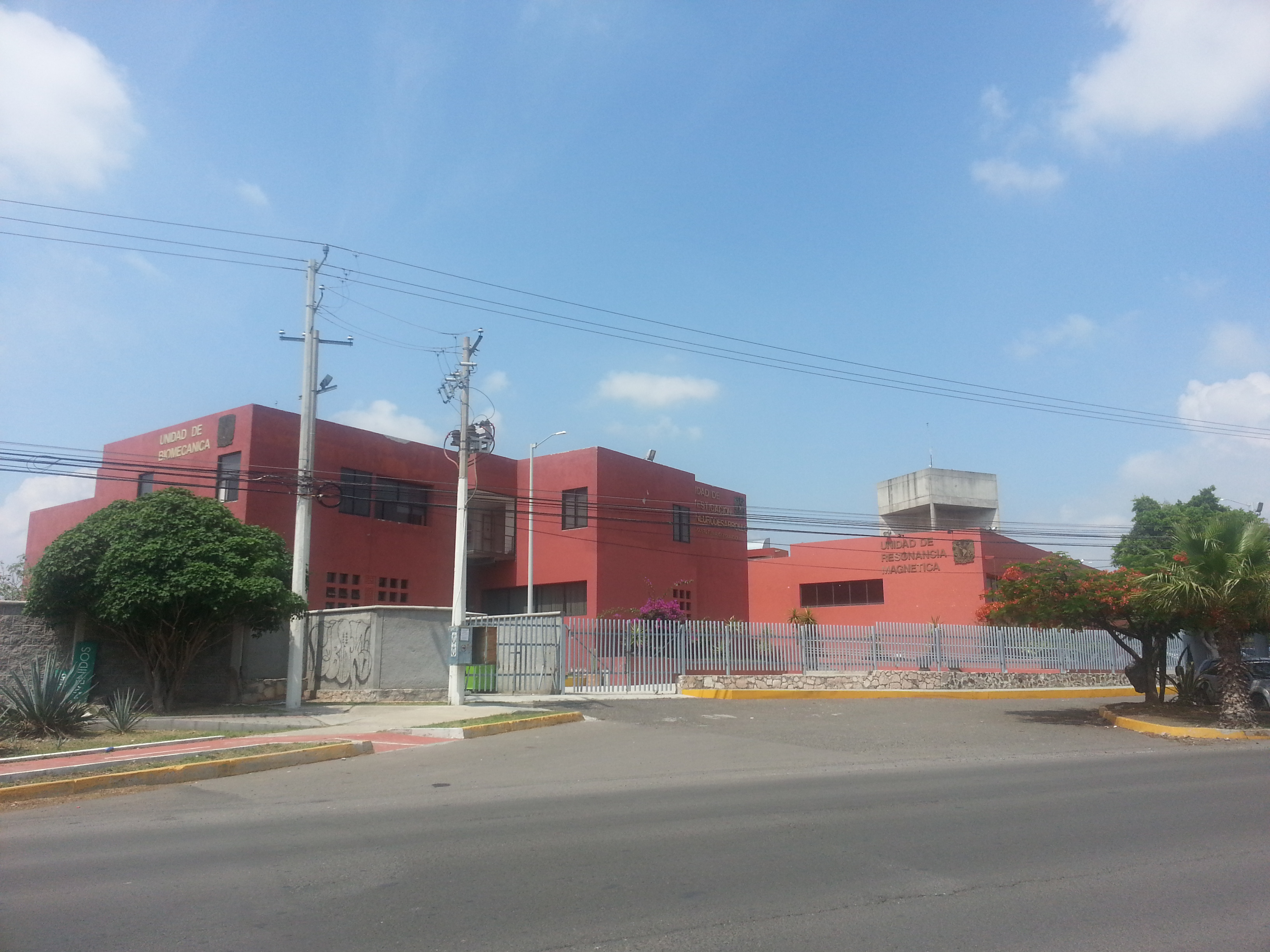
Unidades de biomecánica, neurodesarrollo y resonancia magnética